# José Héctor Rial Laguía
José Héctor Rial Laguía (Pergamino, Argentina, 14 d'octubre de 1928 - Madrid, 24 de febrer de 1991) va ser un jugador professional de futbol argentí. Habitualment jugava de centrecampista ofensiu. Es va nacionalitzar espanyol el 1955. Va ser internacional amb la selecció espanyola.

## Biografia
Va néixer el 14 d'octubre de 1928 a Pergamino (Buenos Aires), a una familia d'immigrants espanyols. De ben petit va marxar a Buenos Aires, i va començar a jugar a les categories inferiors del San Lorenzo, debutant amb el primer equip el 21 de setembre de 1947.
Després d'haver triomfat a l'Argentina, Rial va fitxar pel Reial Madrid el 10 de juny de 1954. Només arribar va adaptar-se a l'equip blanc, sobretot va connectar amb Francisco Gento, extrem esquerre del club. Les grans passades de Rial facilitaven el treball de l'extrem, aprofitant la seva velocitat i la seva potència. El jugador argentí també tenia una altra virtut: tenia una gran visió de joc, i podia conduir amb facilitat el joc de l'equip.
Va jugar com a titular, i va marcar dos gols, a la final de la Copa d'Europa de 1956, que el Madrid va guanyar 4-3 a l'Stade de Reims i que inauguraría una ratxa de cinc victòries consecutives en aquesta competició. També va jugar com a titular la final de la Copa d'Europa de 1957, que el Madrid va guanyar 2-0 contra l'ACF Fiorentina, la segona victòria consecutiva dels madrilenys en aquesta competició. Igualment va jugar com a titular, i va marcar un gol, la final de la Copa d'Europa de 1958, que el Madrid va guanyar per 3-2 contra l'AC Milan a Heysel. També va jugar com a titular la final de la Copa d'Europa de 1959, que el Reial Madrid va guanyar contra l'Stade de Reims al Neckarstadion de Stuttgart, i que suposà la quarta Copa d'Europa consecutiva per als blancs.
Després de la seva retirada com a jugador, Rial va debutar com a entrenador al Pontevedra. També va entrenar al RCD Mallorca, UD Las Palmas, Selecció espanyola, CD Guadalajara de Mèxic, Selecció argentina (adjunt), Aràbia Saudita, Deportivo de La Coruña, Estudiantes de la Plata, i El Salvador.
Héctor Rial va morir a Madrid el 24 de febrer de 1991, víctima d'un càncer.

## Palmarès
| Títol                        | Club                   | País      | Any  |
| ---------------------------- | ---------------------- | --------- | ---- |
| Campionat argentí de futbol  | San Lorenzo de Almagro | Argentina | 1946 |
| Campionat uruguaià de futbol | Nacional               | Uruguai   | 1952 |
| Lliga espanyola              | Reial Madrid           | Espanya   | 1955 |
| Copa Llatina                 | Reial Madrid           | Espanya   | 1955 |
| Copa d'Europa                | Reial Madrid           | Espanya   | 1956 |
| Petita Copa del Món          | Reial Madrid           | Espanya   | 1956 |
| Lliga espanyola              | Reial Madrid           | Espanya   | 1957 |
| Copa d'Europa                | Reial Madrid           | Espanya   | 1957 |
| Copa Llatina                 | Reial Madrid           | Espanya   | 1957 |
| Lliga espanyola              | Reial Madrid           | Espanya   | 1958 |
| Copa d'Europa                | Reial Madrid           | Espanya   | 1958 |
| Copa d'Europa                | Reial Madrid           | Espanya   | 1959 |
| Copa d'Europa                | Reial Madrid           | Espanya   | 1960 |
| Lliga espanyola              | Reial Madrid           | Espanya   | 1961 |